# 나이아가라폴스 (온타리오주)
나이아가라 폴스(Niagara Falls)는 캐나다 온타리오주에 위치한 도시이다. 1903년 6월 12일 온타리오주의 정식 도시가 되었으며, 2006년 기준 인구 83,184명이다. 미국과 국경인 나이아가라 강 건너로 같은 이름의 도시 뉴욕주의 나이아가라 폴스가 있다. 나이아가라 폭포가 있어 관광산업이 발달했다.

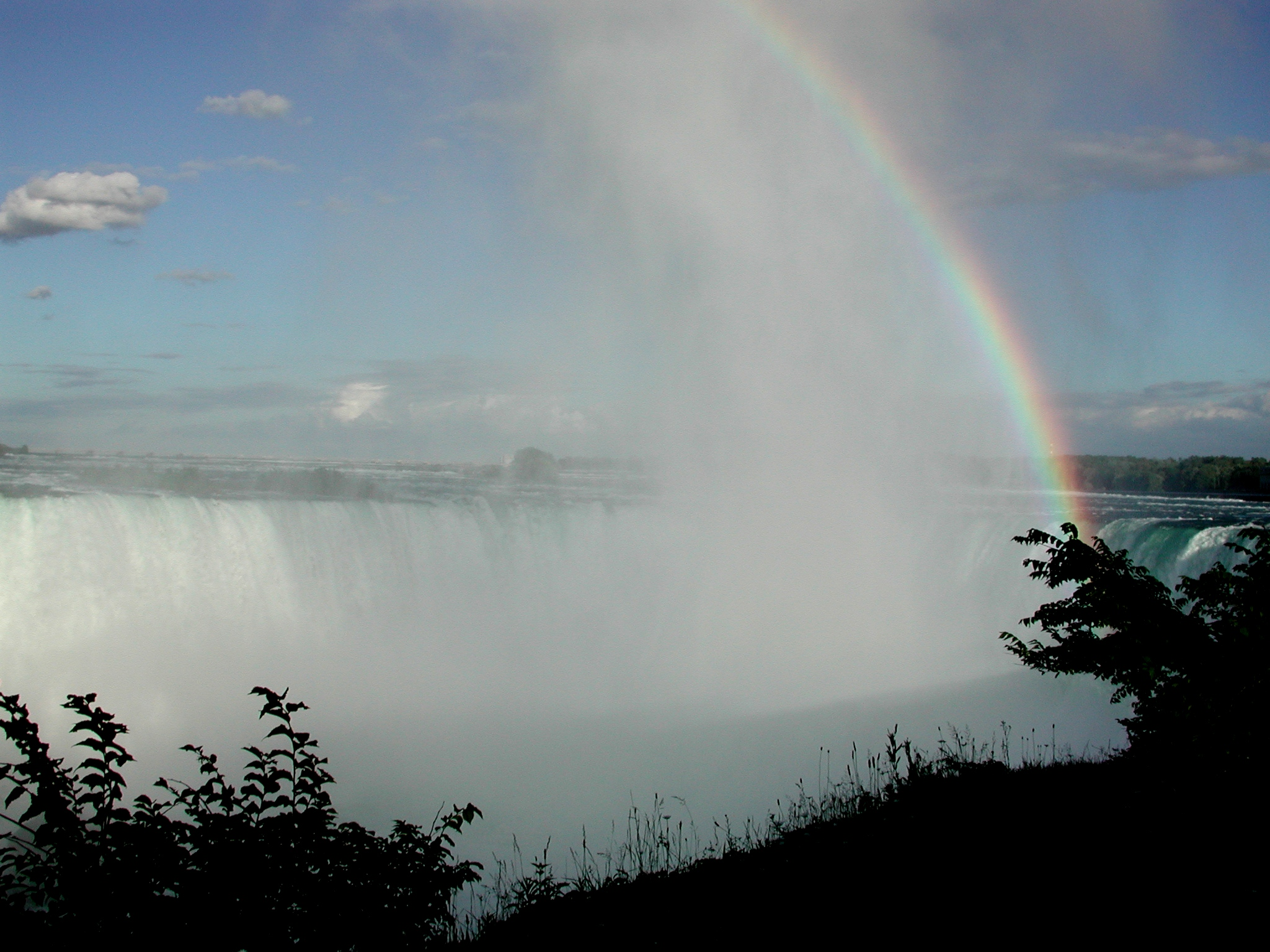
캐네디안 폭포

## 관광

### 나이아가라 폭포 주변
- Maid of the Mist - 나이아가라 폭포의 유람선
- 스카이론 타워(전망대)
- 나이아가라 불꽃놀이 - 매주 금, 토, 일요일 밤 10시에 불꽃놀이가 있다. 빅토리아 데이나 캐나다 데이 등 국경일엔 규모가 크다.
- 나이아가라 야간조명 - 동절기를 제외하고 매일 밤 캐나다 지역에서 나이아가라 폭포로 비추는 조명으로 멋진 광경을 연출한다.
- 나이아가라 헬리콥터스 - 나이아가라 폭포 주변을 헬리콥터를 타고 감상할 수 있다.
- 나이아가라 폭포 스카이 휠((관람차) - 나이아가라 폭포에 있는 관람차이다.

### 나이아가라 강 유역
주로 나이아가라 폭포에서 북쪽으로 나이아가라 온 더 레이크 지역을 지나 온타리오호까지 이어진 관광 루트이다. 나이아가라 파크웨이를 따라 놓여있다.
- 나이아가라 식물원(Niagara Parks)
- 꽃시계
- 월풀 에어로 카
- 화이트 워터 워크
- 버터플라이 컨저베이토리(Butterfly Conservatory) - 나비 온실, 다양한 종류의 나비를 체험할 수 있다.
- 나이아가라 헤리티지 트레일
- 월풀 제트 보트
- 골프장

### 유락시설
- 마린 랜드(Marine Land) - 놀이 동산
- 아이맥스 극장(IMAX CINEMA NIAGARA FALLS)
- 폴스뷰 실내 워터파크(Fallsview Indoor Waterpark)

### 카지노
- 카지노 나이아가라 - 1996년 개관
- 폴스뷰 카지노 - 2004년 개관

### 축제
- 나이아가라 아이스와인 페스티벌 - 매년 1월 개최
- 겨울 빛의 축제 - 11월부터 1월까지 열리는 일루미네이션으로 꾸며진 빛의 축제.

## 교통

### 도로
토론토에서 포트이리까지 이어진 고속도로 퀸 엘리자베스 웨이(QEW, Queen Elizabeth Way)가 나이아가라 폴스를 지나간다. 하지만 QEW는 시내와 나이아가라 폭포와 떨어져 있어 420 고속도로를 통해 QEW에서 나이아가라 폭포로 바로 갈 수 있다. 420 고속도로로 나이아가라 강에 놓인 레인보우 브리지 (나이아가라 폭포)를 건너면 미국 뉴욕주 나이아가라 폴스에 있는 384번 도로로 연결된다.
나이아가라 강의 따라 남북으로 뻗어 있는 나이아가라 파크웨이(Niagara Parkway)에는 여러 관광 명소가 많다. 룬디스 래인(Lundy's Lane)은 동서로 뻗어 있는 도로로 많은 모텔, 여관과 기념품 가게, 레스토랑들이 즐비하며 관광객들의 쇼핑명소인 나이아가라 팩토리 아울렛이 있다.

### 공항
- 버팔로 나이아가라 국제 공항 (뉴욕)
- 토론토 피어슨 국제공항 (온타리오)
- 해밀턴 존 C 먼로 국제공항 (온타리오)
- 나이아가라 디스트릭트 공항 (온타리오)

위 3개의 국제 공항에서 셔틀 버스가 운행되고있다.

### 철도
- VIA 철도 (나이아가라 폴스역이 종착역)
- Amtrak (토론토시와 뉴욕시를 연결한다)

### 버스

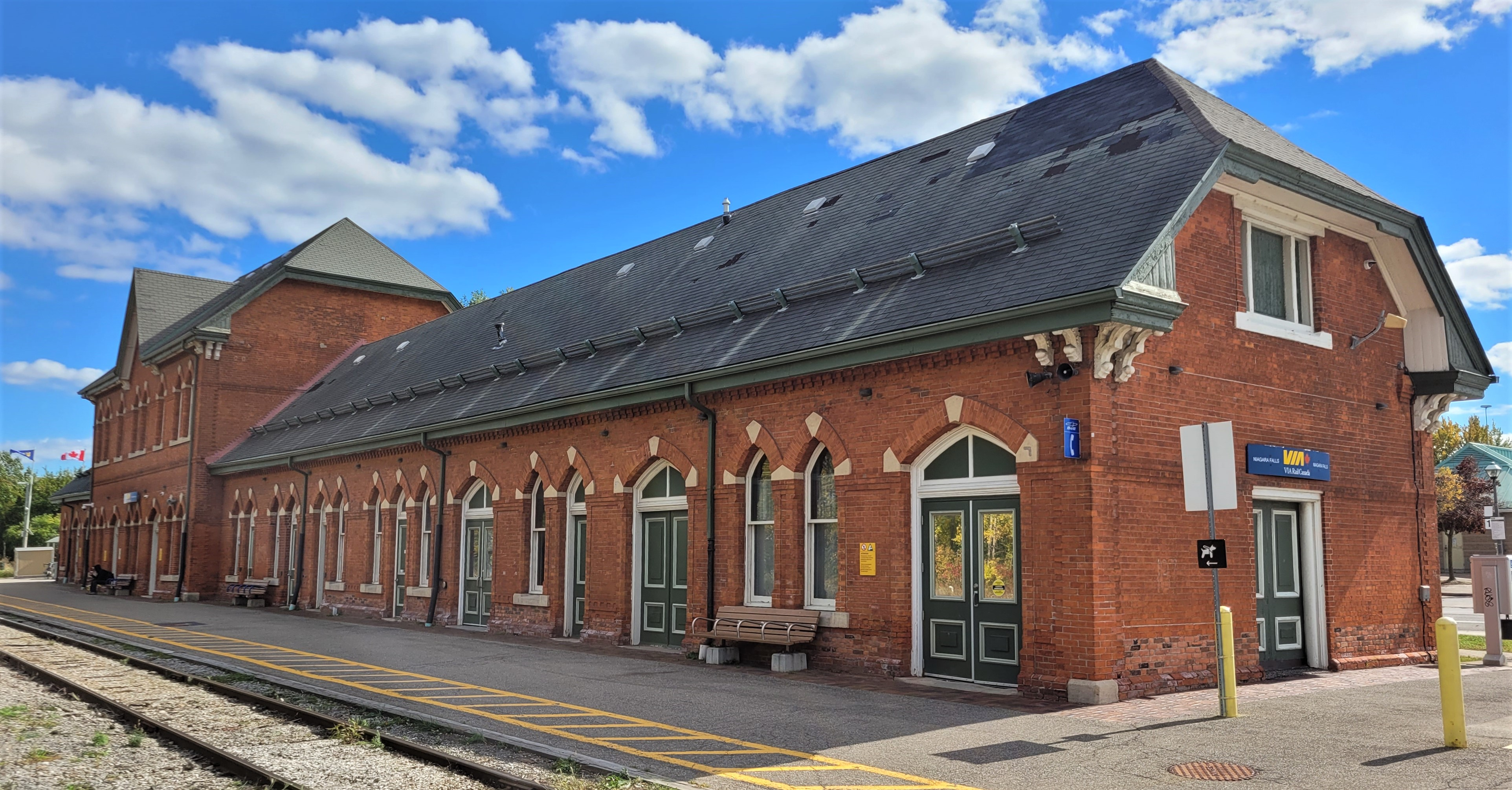
나이아가라폴스역 (온타리오주)

- 나이아가라 트랜짓(Niagara Transit) (시내 버스)
- 코치 캐나다(Coach Cananda) (토론토와 버팔로를 연결하는 고속버스)
- 그레이 하운드 캐나다(Grayhound Canada) (토론토와 버팔로를 연결하는 고속 버스)
- 나이아가라 에어 버스(Niagara Airbus) (공항 - 호텔간 운행하는 버스)

## 인구
| 연도 | 인구   | ±%      |
| ---- | ------ | ------- |
| 1881 | 2,347  | —       |
| 1891 | 3,349  | +42.7%  |
| 1901 | 4,244  | +26.7%  |
| 1911 | 9,248  | +117.9% |
| 1921 | 14,764 | +59.6%  |
| 1931 | 19,046 | +29.0%  |
| 1941 | 20,371 | +7.0%   |
| 1951 | 22,874 | +12.3%  |
| 1961 | 22,351 | −2.3%   |
| 1971 | 67,163 | +200.5% |
| 1981 | 70,960 | +5.7%   |
| 1991 | 75,399 | +6.3%   |
| 2001 | 78,815 | +4.5%   |
| 2006 | 82,184 | +4.3%   |
| 2011 | 82,997 | +1.0%   |
| 2016 | 88,071 | +6.1%   |

## 기후
| Niagara Falls의 기후                                               | Niagara Falls의 기후 | Niagara Falls의 기후 | Niagara Falls의 기후 | Niagara Falls의 기후 | Niagara Falls의 기후 | Niagara Falls의 기후 | Niagara Falls의 기후 | Niagara Falls의 기후 | Niagara Falls의 기후 | Niagara Falls의 기후 | Niagara Falls의 기후 | Niagara Falls의 기후 | Niagara Falls의 기후 |
| 월                                                                 | 1월                  | 2월                  | 3월                  | 4월                  | 5월                  | 6월                  | 7월                  | 8월                  | 9월                  | 10월                 | 11월                 | 12월                 | 연간                 |
| ------------------------------------------------------------------ | -------------------- | -------------------- | -------------------- | -------------------- | -------------------- | -------------------- | -------------------- | -------------------- | -------------------- | -------------------- | -------------------- | -------------------- | -------------------- |
| 역대 최고 기온 °C (°F)                                             | 22.2 (72.0)          | 19.5 (67.1)          | 26.5 (79.7)          | 33.0 (91.4)          | 35.0 (95.0)          | 34.6 (94.3)          | 38.4 (101.1)         | 38.3 (100.9)         | 35.6 (96.1)          | 32.8 (91.0)          | 24.4 (75.9)          | 21.5 (70.7)          | 38.4 (101.1)         |
| 일평균 최고 기온 °C (°F)                                           | −0.4 (31.3)          | 1.3 (34.3)           | 5.9 (42.6)           | 12.8 (55.0)          | 19.4 (66.9)          | 24.5 (76.1)          | 27.4 (81.3)          | 26.0 (78.8)          | 21.9 (71.4)          | 15.1 (59.2)          | 8.7 (47.7)           | 2.7 (36.9)           | 13.8 (56.8)          |
| 일일 평균 기온 °C (°F)                                             | −4.1 (24.6)          | −2.7 (27.1)          | 1.2 (34.2)           | 7.5 (45.5)           | 13.6 (56.5)          | 19.1 (66.4)          | 22.2 (72.0)          | 21.1 (70.0)          | 17.1 (62.8)          | 10.7 (51.3)          | 4.9 (40.8)           | −0.7 (30.7)          | 9.2 (48.6)           |
| 일평균 최저 기온 °C (°F)                                           | −7.8 (18.0)          | −6.6 (20.1)          | −3.5 (25.7)          | 2.2 (36.0)           | 7.7 (45.9)           | 13.7 (56.7)          | 17.0 (62.6)          | 16.2 (61.2)          | 12.3 (54.1)          | 6.3 (43.3)           | 1.1 (34.0)           | −4.1 (24.6)          | 4.5 (40.1)           |
| 역대 최저 기온 °C (°F)                                             | −26 (−15)            | −25 (−13)            | −20 (−4)             | −13.5 (7.7)          | −4.4 (24.1)          | 2.2 (36.0)           | 5.6 (42.1)           | 1.0 (33.8)           | 0.0 (32.0)           | −6.7 (19.9)          | −12.5 (9.5)          | −24 (−11)            | −26 (−15)            |
| 평균 강수량 mm (인치)                                              | 75.6 (2.98)          | 61.8 (2.43)          | 61.7 (2.43)          | 72.0 (2.83)          | 86.8 (3.42)          | 80.9 (3.19)          | 78.9 (3.11)          | 79.2 (3.12)          | 98.2 (3.87)          | 79.7 (3.14)          | 91.8 (3.61)          | 81.1 (3.19)          | 947.5 (37.30)        |
| 평균 강우량 mm (인치)                                              | 27.8 (1.09)          | 29.6 (1.17)          | 36.7 (1.44)          | 66.0 (2.60)          | 85.9 (3.38)          | 80.9 (3.19)          | 78.9 (3.11)          | 79.2 (3.12)          | 98.2 (3.87)          | 79.7 (3.14)          | 81.9 (3.22)          | 49.3 (1.94)          | 794.0 (31.26)        |
| 평균 강설량 cm (인치)                                              | 47.7 (18.8)          | 32.2 (12.7)          | 25.0 (9.8)           | 6.0 (2.4)            | 0.9 (0.4)            | 0.0 (0.0)            | 0.0 (0.0)            | 0.0 (0.0)            | 0.0 (0.0)            | 0.0 (0.0)            | 9.8 (3.9)            | 31.8 (12.5)          | 153.5 (60.4)         |
| 평균 강수일수 (≥ 0.2 mm)                                           | 14.4                 | 11.4                 | 11.3                 | 12.6                 | 13.5                 | 11.3                 | 10.9                 | 10.8                 | 11.2                 | 13.0                 | 13.0                 | 13.4                 | 146.6                |
| 평균 강우일수 (≥ 0.2 mm)                                           | 5.0                  | 4.5                  | 7.2                  | 11.6                 | 13.4                 | 11.3                 | 10.9                 | 10.8                 | 11.2                 | 13.0                 | 11.1                 | 7.7                  | 117.9                |
| 평균 강설일수 (≥ 0.2 cm)                                           | 9.8                  | 7.7                  | 5.0                  | 1.6                  | 0.08                 | 0.0                  | 0.0                  | 0.0                  | 0.0                  | 0.0                  | 2.4                  | 6.6                  | 33.2                 |
| 출처 1: Environment Canada (normals 1981–2010, extremes 1981–2006) |                      |                      |                      |                      |                      |                      |                      |                      |                      |                      |                      |                      |                      |
| 출처 2: Environment Canada (extremes for Niagara Falls 1943−1995)  |                      |                      |                      |                      |                      |                      |                      |                      |                      |                      |                      |                      |                      |

## 교육
나이아가라 교육위원회와 나이아가라 가톨릭 교육위원회 두위원회가 나이아가라 지역의 초등학교와 중, 고등학교 운영하고있다. 그 외 사립학교도 있다.
나이아가라 대학 메이드오브더미스트(Maid of the Mist) 캠퍼스가 나이아가라 폴스에 위치해 있다.

## 행정
나이아가라 폴스 시의회는 시장과 의원 8명으로 구성된다. 시의회 선거는 4년마다 개최되고, 차기 선거는 2010년 11월로 예정되어있다. 의회는 시의 정책과 결정, 감시, 관리, 예산 등의 책임을진다.

## 같이 보기
- 나이아가라 폭포
- 나이아가라 온 더 레이크
- 아이스와인